# Josip Pokupec
Josip Pokupec (20 de agosto de 1913, data de morte desconhecida) foi um ciclista iugoslavo.
Representando a Iugoslávia, Pokupec competiu na prova individual e por equipes do ciclismo de estrada nos Jogos Olímpicos de Verão de 1936, disputadas na cidade de Berlim, Alemanha.